# NG.CASH
O NG.CASH é uma plataforma brasileira de serviços financeiros voltada à Geração Z, pessoas nascidas, em média, entre a segunda metade dos anos 1990 até o início do ano 2010.
Fundada em 2021 e sediada no Rio de Janeiro, a empresa oferece uma gama de produtos e serviços desenvolvidos para atender as demandas do público jovem; como agendamento de mesada, conteúdos informativos sobre educação financeira e personalização do aplicativo, além de dispor dos serviços tradicionais de uma conta digital como; cartão de crédito pré-pago, transferências e emissão de boletos.
Entre seus investidores estão Andreessen Horowitz, monashees e 17Sigma.

## História
O embrião do NG.CASH foi idealizado em 2018 a partir da soma das experiências empreendedoras de Mario Augusto Sá, estudante de engenharia da computação e seu professor de empreendedorismo na PUC-Rio, Luis Felipe Carvalho.
Luis Felipe recentemente havia fundado a Trampolin, fintech bank as a service, especializada no desenvolvimento de soluções para contas digitais, e tinha o objetivo de atender um mercado que até então não era contemplado pelas grandes instituições financeiras do Brasil. Já Mario, com aproximadamente 20 anos, estava inserido em um mercado onde cada vez mais jovens vinham conquistando a independência financeira antes de atingirem a maioridade, além de ser dono de um canal do YouTube atuava no agenciamento de carreiras de influenciadores digitais como CEO da FanStar Produções.
A primeira versão do NG.CASH foi desenvolvida no Instituto Gênesis, incubadora de startups da PUC-Rio, e foi lançada como um produto do canal de entretenimento Neagle, que na época contava com mais de 7 milhões de inscritos; canal esse do qual Mario Augusto era sócio junto dos youtubers Victor Trindade (Eagle) e Gabriel Soares (Neox), ambos com pouco mais de 20 anos.
O aplicativo foi então lançado no dia 8 de agosto de 2020, com o nome de Neagle Bank; o Banco dos Neagles, e já na ocasião foi um dos aplicativos de finanças mais baixados na Play Store e Apple Store no Brasil.
Como Neagle Bank a empresa já oferecia serviços como mesada programada, emissão de boletos, transferência entre contas, saques, cartão de crédito pré-pago, compra de crédito para jogos, além do recurso de customização da plataforma.
Três meses após o seu lançamento a conta digital já havia alcançado a marca de 160 mil usuários, sendo eles majoritariamente jovens entre 14 e 20 anos.
A transição de Neagle Bank para NG.CASH se deu em meados do início de 2021, período em que Trampolim foi vendida para a Stone Pagamentos e que Petrus Arruda e Antônio Nakad, ambos também oriundos do curso de engenharia da PUC-Rio, ingressaram na sociedade.
O lançamento do NG.CASH foi anunciado no dia 25 de agosto daquele mesmo ano, quando sua antecessora já somava mais 260 mil usuários cadastrados.
A conta digital passou então a operar com um investimento inicial de 400 mil dólares captados com a própria Stone, e dentre outras de suas ações de marketing em prol ao rebranding e relançamento, realizou ações dentro do TikTok em parceria com influencers populares na rede.
Como NG.CASH a empresa passou a dispor de serviços com Pix e conteúdos informativos voltados à educação financeira.
Um ano após se tornar NG.CASH, já dispondo de cerca de 900 mil usuários, a empresa recebeu um aporte de 10 milhões de dólares que entrou para o grupo de maiores rodadas de seed money do Brasil. O investimento foi liderado por Andreessen Horowitz e monashees, fundos que são referência em investimentos relacionados, e contou com a 17Sigma, do fundador do unicórnio argentino Ualá. Participaram também os fundadores do Brex e investidores como o campeão olímpico de vôlei Bernardinho, o Spacecaps e Los Grandes, ambas vinculadas a gigantes do universo dos eSports.
Com o recebimento do aporte, logo o NG.CASH iniciou a expansão do quadro de funcionários e anunciou a contratação de Rodin Spielmann para o cargo de CFO, profissional atuante no segmento a mais de uma década e com participação em oferta pública inicial de empresas como Ideiasnet e Bemobi.
Ainda em 2022, o NG.CASH, que vinha se mantendo em uma estrutura de um bank as a service desde o Neagle Bank, sentiu a necessidade de ter uma infraestrutura própria, que permitisse maior controle e poder de decisão sobre as funcionalidades de seus serviços. A partir disso fechou uma parceria com a plataforma Pismo para adaptar seu novo mecanismo; a mesma utilizada na ocasião por bancos como BTG Pactual, Itaú e também pela B3 no gerenciamento de ativos.

## Prêmios
Em 2021 o NG.CASH recebeu o prêmio de melhor aplicativo de finanças no Digital Awards BR. Já em 2022, o app foi um dos vencedores do prêmio Latin American Design Awards, conquistando o troféu prata na categoria Digital APP.